# Минеев, Алексей Петрович
Алексей Петрович Минеев (1925 — 29 октября 2014) — организатор сельскохозяйственного производства, депутат Верховного Совета СССР пятого созыва.

## Биография
Родился в пос. Ивановский Карсунского района Ульяновской области. Окончил 9 классов и школу ФЗО. Во время войны работал на шахте по добыче сланца.
После окончания Ульяновского сельхозтехникума получил направление в Забайкалье. Работал в Калганском районе главным агрономом и заведующим районного управления сельского хозяйства, заместителем председателя райисполкома, секретарём райкома партии.
В 1955 году колхозы им. Молотова (с. Нижний Калгукан) и «Заветы Ильича» (с. Чингильтуй) объединились в колхоз им. Ленина. Его председателем был избран Минеев. Он руководил хозяйством до 1964 года.
За это время колхоз стал экономически крепким хозяйством с развитым животноводством и растениеводством.
В 1957 году А. П. Минеев был избран депутатом Верховного Совета СССР.
В 1964 году по состоянию здоровья вернулся в Калгу, работал в отделе кадров, заместителем председателя райисполкома, председателем райкома профсоюза, главным инспектором по закупкам и качеству сельхозпродукции.
С 1985 года на пенсии. С 1994 года жил в Чите.
Награждён орденом Ленина (1961), медалью «За освоение целинных земель».